# Waldelefant
Der Waldelefant (Loxodonta cyclotis), teilweise auch Afrikanischer Waldelefant, ist eine Art aus der Gattung der Afrikanischen Elefanten (Loxodonta). Das Verbreitungsgebiet umfasst die tropischen Regenwälder des zentralen und westlichen Teils Afrikas. Es handelt sich um den kleineren der beiden Vertreter aus der Familie der Elefanten auf dem Kontinent. Äußerlich ähnelt er weitgehend seinem größeren Verwandten, dem Afrikanischen Elefanten, weist aber einige Abweichungen im Detail auf. Dazu gehören die eher gerundeten Ohren, die deutlich gerade verlaufenden Stoßzähne und der weniger eingedellte Rücken. Auch in der Verhaltensweise stimmen beide Arten in vielen Bereichen überein. Die Tiere leben in sozialen Verbänden, die aus näher miteinander verwandten Kühen und dem Nachwuchs bestehen. Die Bullen treten dagegen als Einzelgänger auf. Im Gegensatz zum Afrikanischen Elefanten sind die Herdenverbände aber kleiner und weniger stabil. Eine große Bedeutung haben Waldlichtungen, die wichtige soziale Kontaktpunkte verschiedener Gruppen des Waldelefanten bilden. Die Ernährung basiert weitgehend auf weicher Pflanzenkost. Ein Großteil des Tagespensums wird mit der Suche nach Nahrung verbracht. Die Fortpflanzung erfolgt ganzjährig, hat aber einen Höhepunkt in den Trockenzeiten. Der Nachwuchs besteht in der Regel aus einem Kalb, das bis zu fünf Jahre gesäugt wird.
Die wissenschaftliche Erstbeschreibung des Waldelefanten erfolgte im Jahr 1900. Überwiegend in der zweiten Hälfte des 20. Jahrhunderts galt der Elefantenvertreter als Unterart des Afrikanischen Elefanten. Erst verschiedene anatomische und molekulargenetische Studien im Übergang zum 21. Jahrhundert führten zu einer Diskussion des eigenständigen Artcharakters des Waldelefanten. Problematisch hierbei ist ein mehr oder weniger breiter Korridor entlang der nördlichen Verbreitungsgrenze, in dem es zur Hybridisierung mit dem Afrikanischen Elefanten kommt. Anfang des 20. Jahrhunderts wurde eine weitere kleine Elefantenform aus dem zentralen Afrika beschrieben und als „Zwergelefant“ bezeichnet. Hier zeigen ebenfalls verschiedene Studien, dass der „Zwergelefant“ mit dem Waldelefanten identisch ist. Die Bestände sind aufgrund von Wilderei und der Zerstörung der Regenwälder stark geschrumpft; der internationale kommerzielle Handel mit den Tieren ist durch die Vereinbarungen im Washingtoner Artenschutzübereinkommen verboten.

## Merkmale

### Habitus
Der Waldelefant ist kleiner als der Afrikanische Elefant (Loxodonta africana). Die Schulterhöhe männlicher Tiere variiert von 214 bis 290 cm (durchschnittlich 244 cm), bei weiblichen liegt sie zwischen 176 und 234 cm (durchschnittlich 198 cm). Untersuchungen an Tieren im Dzanga-Schutzgebiet in der Zentralafrikanischen Republik ergaben eine maximale Höhe von 280 cm. Dagegen waren Tiere aus dem Nationalpark Loango in Gabun mit maximal 216 cm deutlich kleiner. Das Gewicht ist kaum bekannt, schwankt aber möglicherweise zwischen 2 und 4 t. Andere Autoren geben rund 1,7 t im Mittel an.
Äußerlich ähnelt der Waldelefant seinem größeren afrikanischen Verwandten, er ist aber kompakter gebaut und seine Rückenlinie verläuft eher gerade und nicht so deutlich eingedellt. Die Ohren sind zumeist rundlicher und kleiner als beim Afrikanischen Elefanten, allerdings ist die Form individuell verschieden. Die Unterkanten der Ohren können bis unter die Kinnlinie reichen. Die Hautfarbe erscheint generell grau; infolge von Schlammbädern tendiert sie aber oft zu gelblich bis rötlichbraun. Die Körperbehaarung ist spärlich, Ausnahmen bilden Neugeborene mit einem dichteren schwarzen Fell. Bei manchen weiblichen Tieren wächst ein leichter Bart am Kinn. Die Schwanzlänge unterscheidet sich bei einzelnen Individuen. So kann der Schwanz etwa nur die Hälfte der Rückenhöhe einnehmen oder mit der Spitze den Boden berühren. Er ist in eine dicke Haut eingehüllt und endet in einer asymmetrischen, breiten Spitze, die wiederum von einer Quaste aus 2 bis 20 cm langen Haaren bedeckt wird. Die Hände und Füße sind wie bei allen Elefanten jeweils fünfstrahlig. Im Unterschied zum Afrikanischen Elefanten kommen am Vorderfuß fünf und am Hinterfuß vier nagelartige Bildungen vor.

### Schädel- und Gebissmerkmale

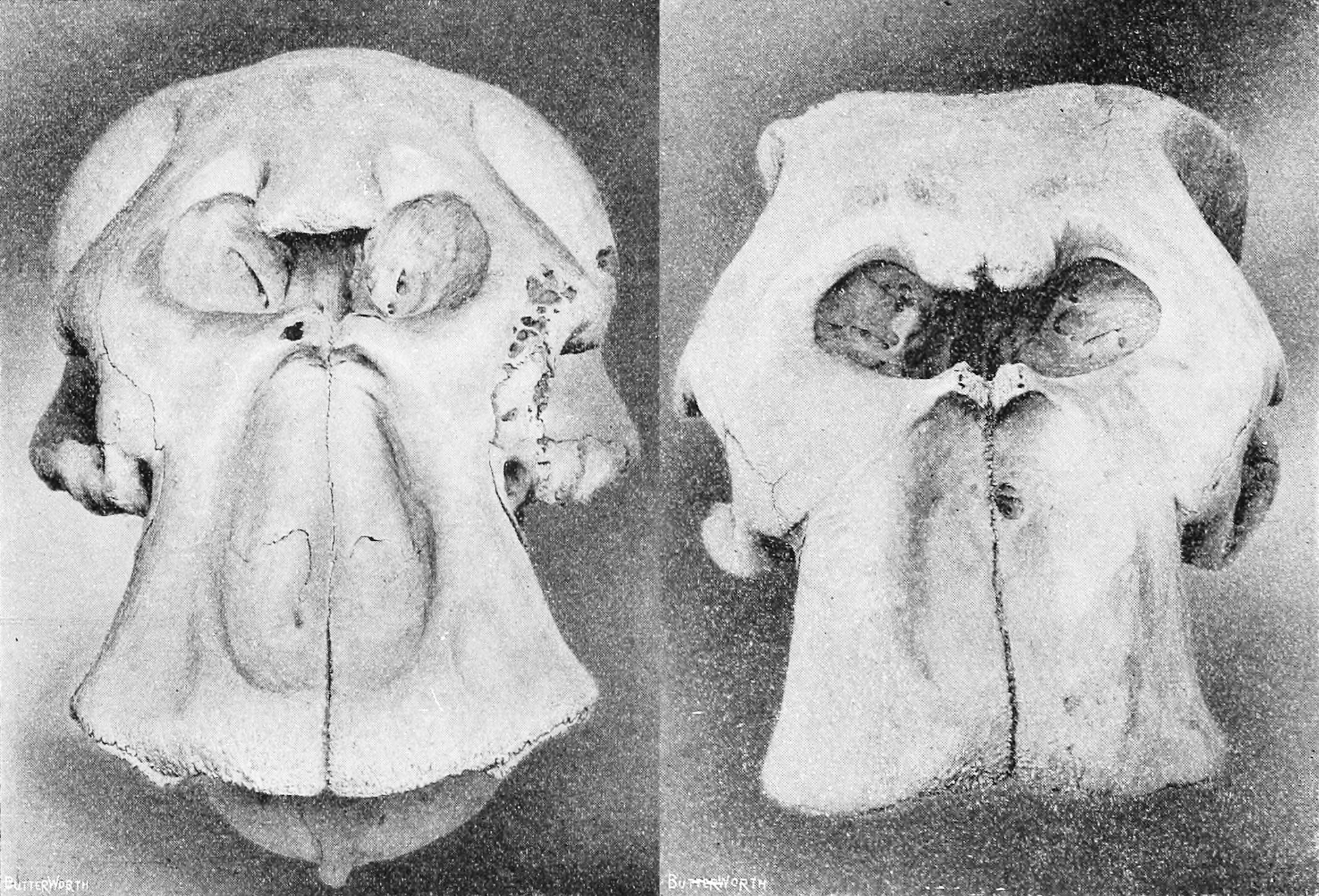
Schädel des Afrikanischen Elefanten (links) und des Waldelefanten (rechts) im Vergleich

Der Schädel erreicht eine Länge von 47 bis 63 cm. Er ist wie der des Afrikanischen Elefanten massiv gebaut, wirkt aber insgesamt breiter sowohl am Schädeldach als auch an den Alveolen der Stoßzähne. Ein auffallendes Merkmal der Elefantenschädel sind die luftgefüllten Kammern des Stirnbeins, die eine an Bienenwaben erinnernde Konstruktion aufweisen. Beim Waldelefanten sind die Kammern nicht so deutlich ausgebildet wie beim Afrikanischen Elefanten. Der Unterkiefer besitzt eine lange und niedrige Gestalt. Im Vergleich zum Afrikanischen Elefanten ist die Symphyse absolut und relativ länger mit einer durchschnittlichen Länge von 18,5 cm. Das Gebiss besteht typisch für Elefanten aus 26 Zähnen mit folgender Zahnformel: {\displaystyle {\frac {1.0.3.3}{0.0.3.3}}}. Die charakteristischen Stoßzähne werden aus dem jeweils zweiten oberen Schneidezahn gebildet. Sie sind lang und schlank, bei männlichen Tieren weisen sie einen basalen Durchmesser von 7,0 bis 15,5 cm auf, bei weiblichen Individuen werden sie mit 5,7 bis 8,3 cm deutlich schlanker. Gegenüber dem Afrikanischen Elefanten zeigen sie sich insgesamt graziler, außerdem ist ihr Verlauf auffallend gerade, während sie beim ersteren gekrümmt sind. Das Elfenbein ist härter und eher rosafarben. Ein untersuchtes Tier aus Dzanga trug bis zu 180 cm lange Stoßzähne. Dokumentierte Rekordmaße liegen bei 241 cm Länge und rund 60 kg Gewicht. Die Backenzähne haben niedrigere Zahnkronen als beim Afrikanischen Elefanten. Typischerweise kommen drei Milchprämolaren und drei Molaren vor. Dauerhafte Prämolaren fehlen wie bei allen Elefanten. Die Prämolaren ähneln den Molaren, sind also deutlich molarisiert. Die Mahlzähne bestehen aus mehreren Schmelzfalten (teilweise als lamellodont bezeichnet), die durch Zahnzement miteinander verbunden sind. Der Zahnwechsel erfolgt horizontal und nicht vertikal wie bei den meisten anderen Säugetieren.

## Verbreitung

Verbreitung des Waldelefanten:
Ganzjähriges Vorkommen
Wahrscheinlich ganzjähriges Vorkommen
Population wahrscheinlich erloschen

Die Verbreitung des Waldelefanten ist nur wenig untersucht. Generell kommt er in Zentralafrika vor und bewohnt das Kongobecken von Äquatorialguinea und Gabun im Westen über die Republik Kongo, den Süden Kameruns und der Zentralafrikanischen Republik bis in den Osten der Demokratischen Republik Kongo. Darüber hinaus ist die Art in Westafrika anwesend. Die Grenzen hier und im Norden Zentralafrikas sind unbekannt, da ein mehr oder weniger breiter Vermischungskorridor mit dem Afrikanischen Elefanten besteht und die beiden Elefantenvertreter dort teilweise hybridisieren. Ein gemeinsames Auftreten dieser ist unter anderem im Nationalpark Fazao-Malfakassa in Togo dokumentiert. Der Lebensraum des Waldelefanten umfasst überwiegend intakte und dichte tropische Regenwälder, teilweise besiedelt der Waldelefant aber auch die Übergangszonen zu den Savannengebieten. Durch die Zerstörung der Regenwälder ist das Verbreitungsgebiet weitgehend zersplittet. Im westlichen Afrika beschränkt sich das Auftreten der Art auf etwa drei Dutzend isolierte Waldfragmente von durchschnittlich 800 km² Größe. In der Regel nutzen die Tiere ungestörte Wälder und meiden Bereiche mit intensiver menschlicher Aktivität. Auch verschiedene landwirtschaftlich genutzte Flächen wie Plantagen werden selten aufgesucht. Über die Populationsdichte liegen nur wenige Informationen vor, in der Regel wird sie über die Zählung von Dunghaufen bestimmt, untergeordnet auch über Zählungen von Individuen in Gebietsausschnitten oder über die Lautgebungen der Tiere. Für Gabun beträgt die Gesamtpopulation mit Stand 2021 etwa 95.000 Individuen und damit deutlich mehr als die angenommenen 50.000 bis 60.000. Für die Demokratische Republik Kongo wohl immerhin 20.000, für Äquatorial-Guinea liegen Schätzungen bei etwa 1300 Tieren. Während einer 20-jährigen Untersuchung im rund 6.800 km² großen Dzanga-Schutzgebiet wurden mehr als 3100 Tiere beobachtet mit einer stabilen jährlichen Anzahl von 1660 bis 1860 Individuen. Im Nationalpark Loango in Gabun beträgt die Populationsdichte etwa 2,57 Tiere je Quadratkilometer. Zwei Waldfragmente in Ghana beherbergten dagegen etwa 0,04 beziehungsweise 0,64 Individuen je Quadratkilometer. Allgemein gelten mehrere Bestände im westlichen Afrika aufgrund der geringen Größe und der ungleichen Geschlechter- sowie Altersverteilung als wenig überlebensfähig.

## Lebensweise

### Territorialverhalten

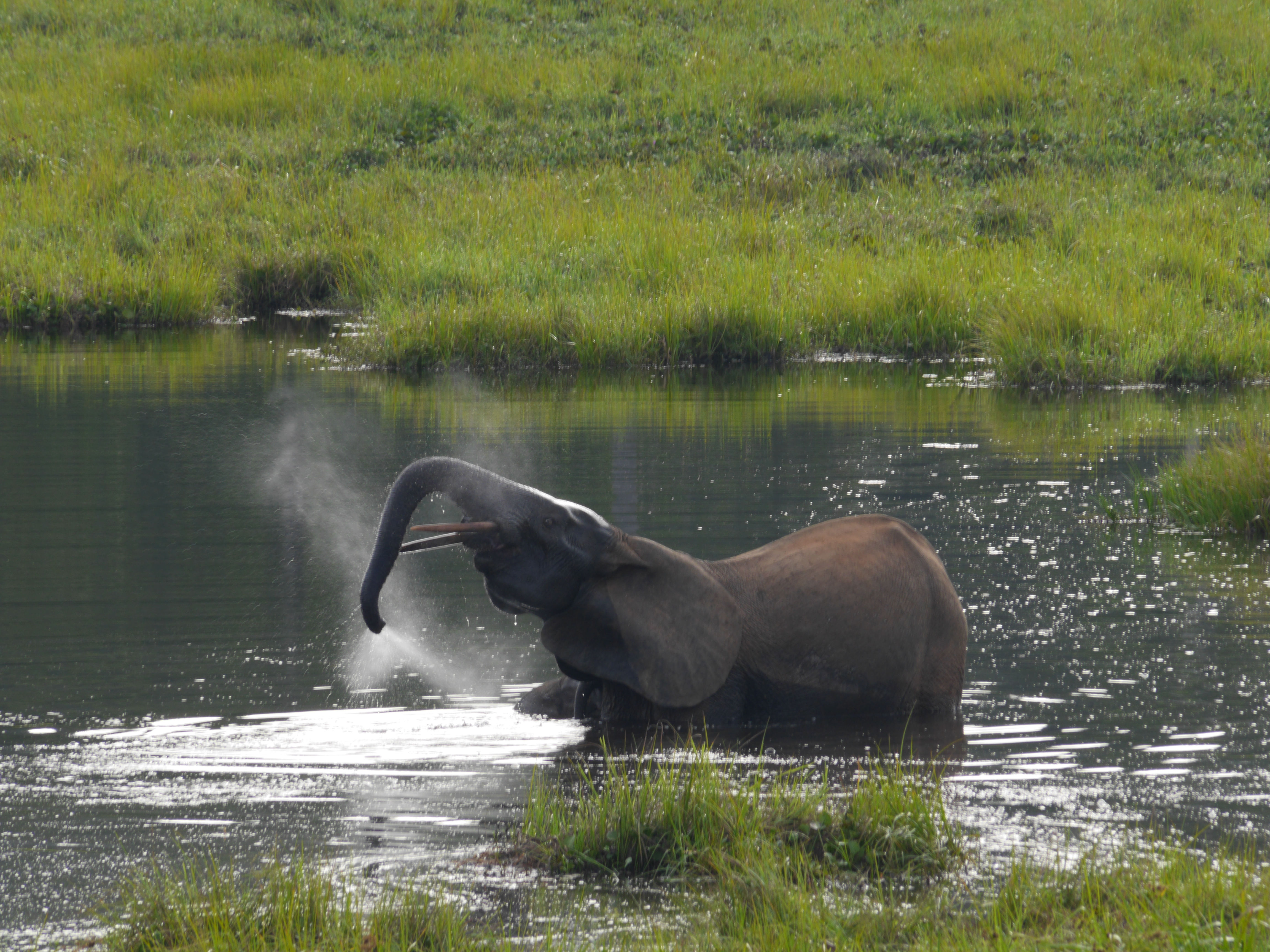
Waldelefant beim Wasserbad

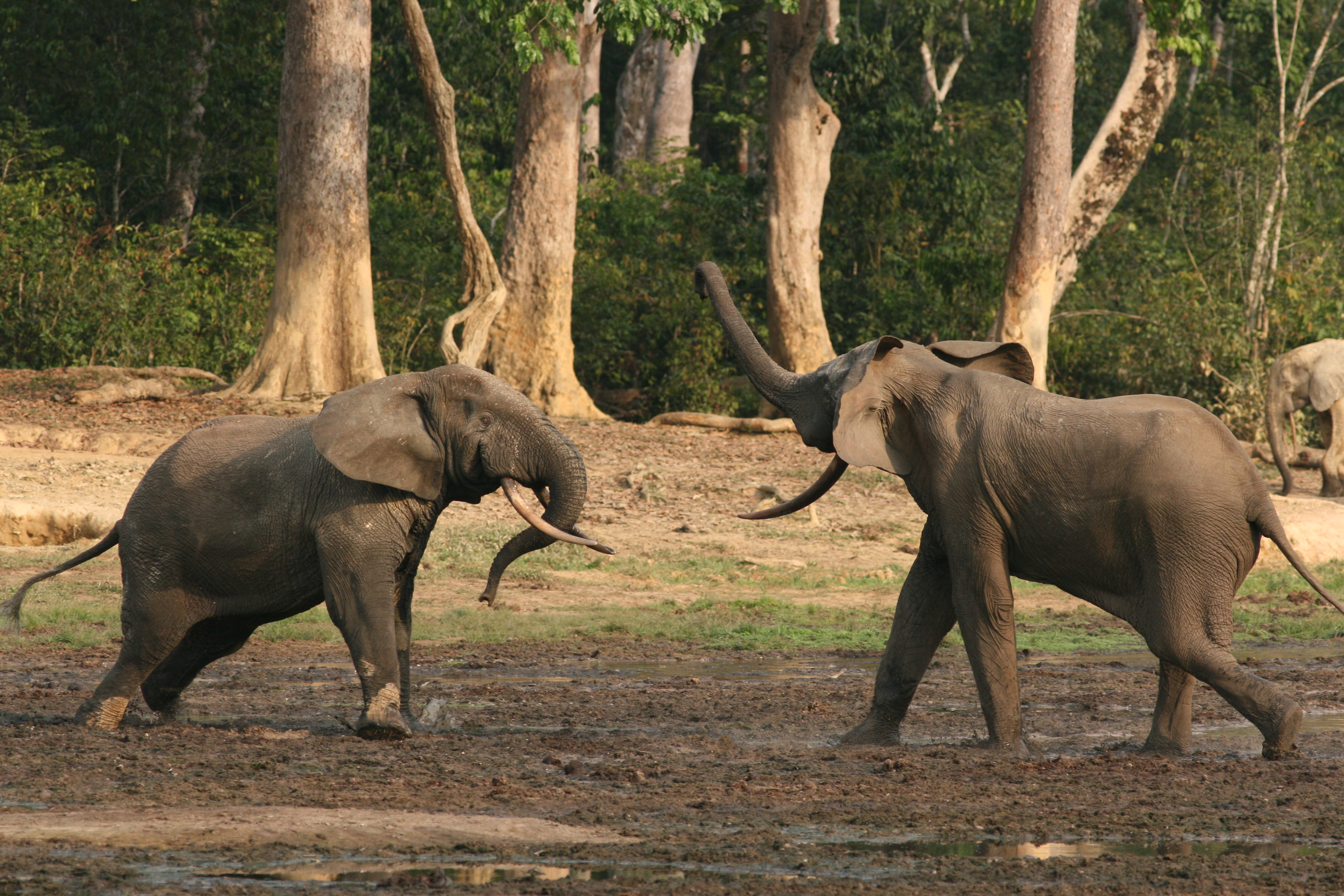
Männliche Waldelefanten im Wettstreit

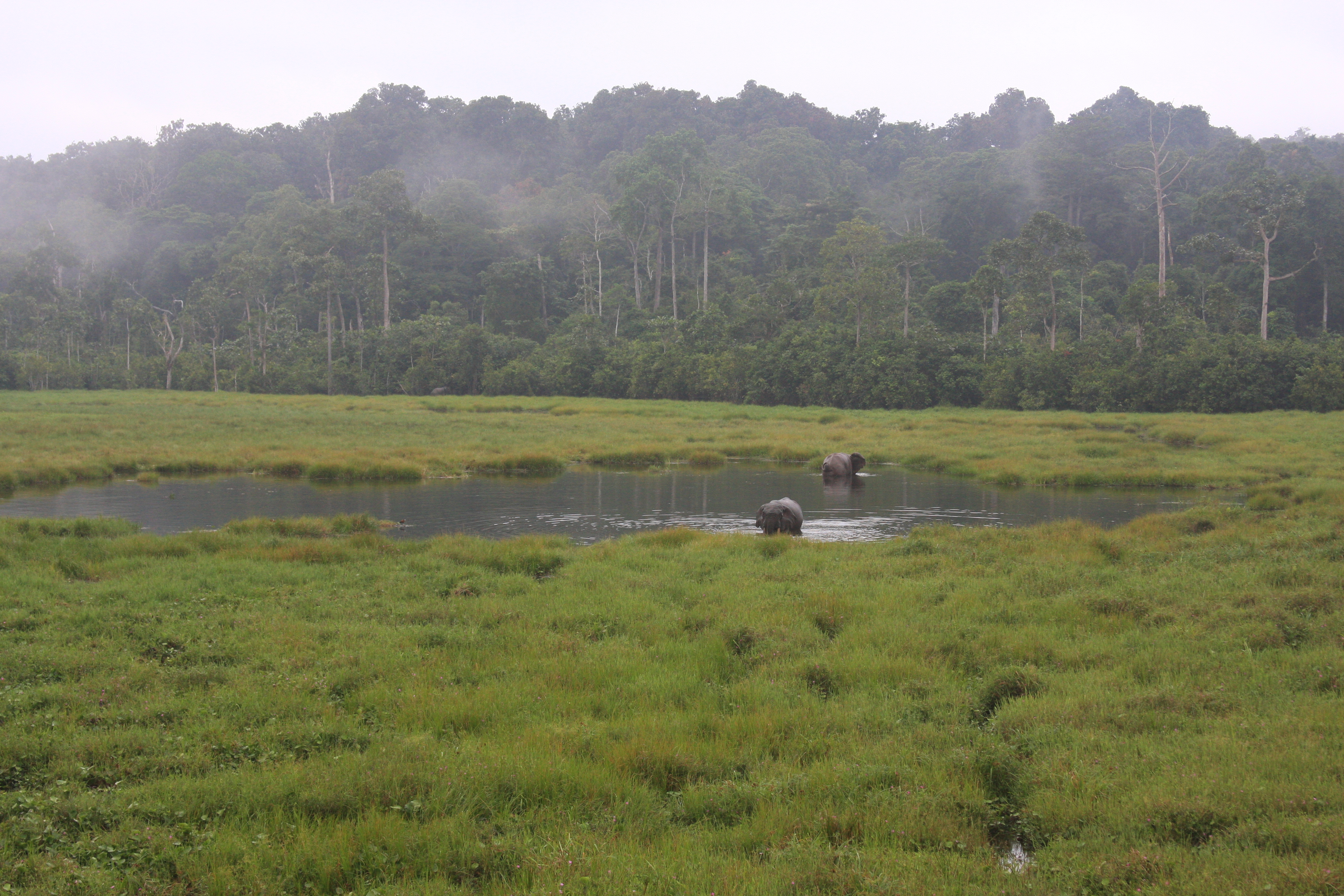
Waldlichtungen als wichtige soziale Sammelpunkte

Zahlreiche Informationen zur Lebensweise des Waldelefanten stammen von Tieren aus dem Dzanga-Schutzgebiet, wo entsprechende Studien im Jahr 1990 initiiert wurden. Der Waldelefant ist wie der Afrikanische Elefant ein soziales Tier. Die grundlegende Einheit bildet die Herde, bestehend aus verschiedenen miteinander verwandten Kühen und deren Jungtieren. Durchschnittlich umfasst eine Herde drei Individuen. Im Bereich von Waldlichtungen, die wichtige soziale Kontaktpunkte darstellen, können sich auch größere Herdenverbände aus 20 bis 100 Tieren zusammenschließen. Sie zerfallen jedoch wieder relativ schnell. Dieses als „Trennen und Zusammengehen“ (fission-fusion) bezeichnete Sozialsystem findet sich auch beim Afrikanischen Elefanten der offenen Savannenlandschaften. Im Gegensatz zu diesem sind die Verbände des Waldelefanten aber kleiner und weniger stabil, was mit der geringeren Verbreitung potentieller Fressfeinde in den dichten Wäldern zusammenhängt. Die Größe der Familiengruppen kann je nach Habitat unterschiedlich ausfallen. So wurden im Nationalpark Odzala in der Republik Kongo an Minerallecken Herden mit durchschnittlich weniger Individuen als in offeneren Landschaften beobachtet. Ebenfalls abweichend vom Afrikanischen Elefanten formen die Bullen des Waldelefanten nur selten Junggesellengruppen, jüngere männliche Tiere finden sich aber manchmal in losen Gemeinschaften zusammen. Vor allem an den Lichtungen tragen Bullen ihre sozialen Wettstreite und Dominanzkämpfe aus. Daneben gibt es noch Einzeltiere beider Geschlechter und nahezu aller Altersklassen.
Prinzipiell ist der Waldelefant tagsüber aktiv, er ruht etwa vier Stunden täglich. Eine kürzere Ruhephase findet tagsüber statt, eine längere nachts. Die größten Aktivitäten entfalten sich nach Beobachtungen im Dzanga-Schutzgebiet zwischen 12.00 und 21.00 Uhr. Anhand von Rufaufzeichnungen lassen sich aber auch gewisse nächtliche Aktivitäten annehmen. Der hauptsächliche Tagesrhythmus besteht in der Nahrungssuche und der Wanderung zu den verschiedenen Aktivitätszonen. Einzelne Tiere überwinden dabei innerhalb von 48 Stunden bis zu 25 km, insgesamt sind die Wanderungsbewegungen aber nicht so langanhaltend wie beim Afrikanischen Elefanten. Bei seinen Wanderungen legt der Waldelefant Pfade an, die sich über mehrere Kilometer Länge erstrecken und die einzelnen Aktivitätspunkte miteinander verbinden. Viel begangene Wege können über 1 m breit sein. Die einzelnen Herden und Individuen nutzen Aktionsräume, die nach verschiedenen Angaben eine Ausdehnung von 500 km² und mehr einnehmen. Eine Kuh im Dzanga-Schutzgebiet nutzte in einem Zeitraum von mehreren Wochen ein Areal von rund 880 km² mit maximalen Distanzen von 60 km zueinander. Nach Untersuchungen im Nationalpark Loango variiert die Größe der einzelnen Territorien dort zwischen 11 und 105 km², was die bisher kleinsten Aktionsräume aller Elefantenvertreter darstellt. Eine stärkere Überlappung an den Grenzen wie es beim Afrikanischen Elefanten bekannt ist, wurde hier nicht festgestellt. Dem gegenüber beträgt die durchschnittliche Größe der Aktionsräume im Wonga Wongué Presidential Reserve in Gabun anhand von mehr als einem Dutzend untersuchter Individuen rund 713 km². Die Ausdehnung ist bei männlichen Tieren mit gut 965 km² fast dreimal so groß wie bei den weiblichen mit 354 km², die Größe der Kerngebiete unterscheidet sich aber kaum zwischen den Geschlechtern. Die Tiere wechseln in der hier vorherrschenden Mosaiklandschaft aus tropischen Regenwäldern und offenen Grasländern täglich zwischen den einzelnen Vegetationstypen. Dadurch legen sie etwa 7 bis 8 km innerhalb von 24 Stunden zurück, was einer jährlichen Wanderungsbewegung von 2840 km entspricht. Auf das Jahr bezogen verbringen sie zwei Drittel ihrer Zeit in den tropischen Regenwäldern, die sie damit häufiger nutzen als die offenen Grasgebiete. Die Wälder werden vor allem tagsüber während der Zeit intensiver Sonneneinstrahlung aufgesucht, aus diesem Grund wählen die Tiere auch zumeist Areale mit einer hohen Dichte an Bäumen und Gestrüpp. Ebenso konnte für die lange Trockenzeit ein häufigerer Aufenthalt in Waldgebieten festgestellt werden. Allerdings bevorzugt der Waldelefant vor allem während der kurzen Regenzeit die Grasländer und profitiert so von der Erneuerung der Vegetationsdecke in dieser Zeit.
Die Kommunikation untereinander findet über verschiedene Lautgebungen statt. Der Waldelefant verfügt wie die anderen Elefanten auch über ein ausgezeichnetes Gehör und vermag niederfrequente Töne bis zu 5 Hz auszustoßen sowie wahrzunehmen. Hierbei handelt es sich vor allem um das soziale Grollen, das die bei Weitem häufigste Lautäußerung des Waldelefanten darstellt. Es dient besonders der Verständigung untereinander, der Lokalisierung von Herdenmitgliedern beziehungsweise der Koordinierung der gemeinsamen Wanderung. Geräusche im niederfrequenten Bereich unterstützen zudem eine Verständigung über lange Distanzen. Sie werden von den Tieren in Verbindung mit für den Menschen wahrnehmbaren Lauten häufig an Waldlichtungen ausgestoßen. Zu den Lauten im höheren Frequenzbereich gehören vor allem neben dem bekannten Trompeten auch ein Bellen, Röhren oder Schreien. In der Kombination der höher- und niederfrequenten Laute miteinander unterscheidet sich der Waldelefant ein wenig von den anderen Elefanten, da er im Gegensatz zu diesen keine Bevorzugung von höher-/niederfrequenten gegenüber nieder-/höherfrequenten akustischen Signalen zeigt. Ob dies mit dem eher geschlossenen Waldlandschaften im Verbreitungsgebiet des Waldelefanten zusammenhängt oder aus dem Sozialleben resultiert, ist unbekannt. Die meisten kombinierten Laute werden nachts ausgestoßen.

### Ernährungsweise

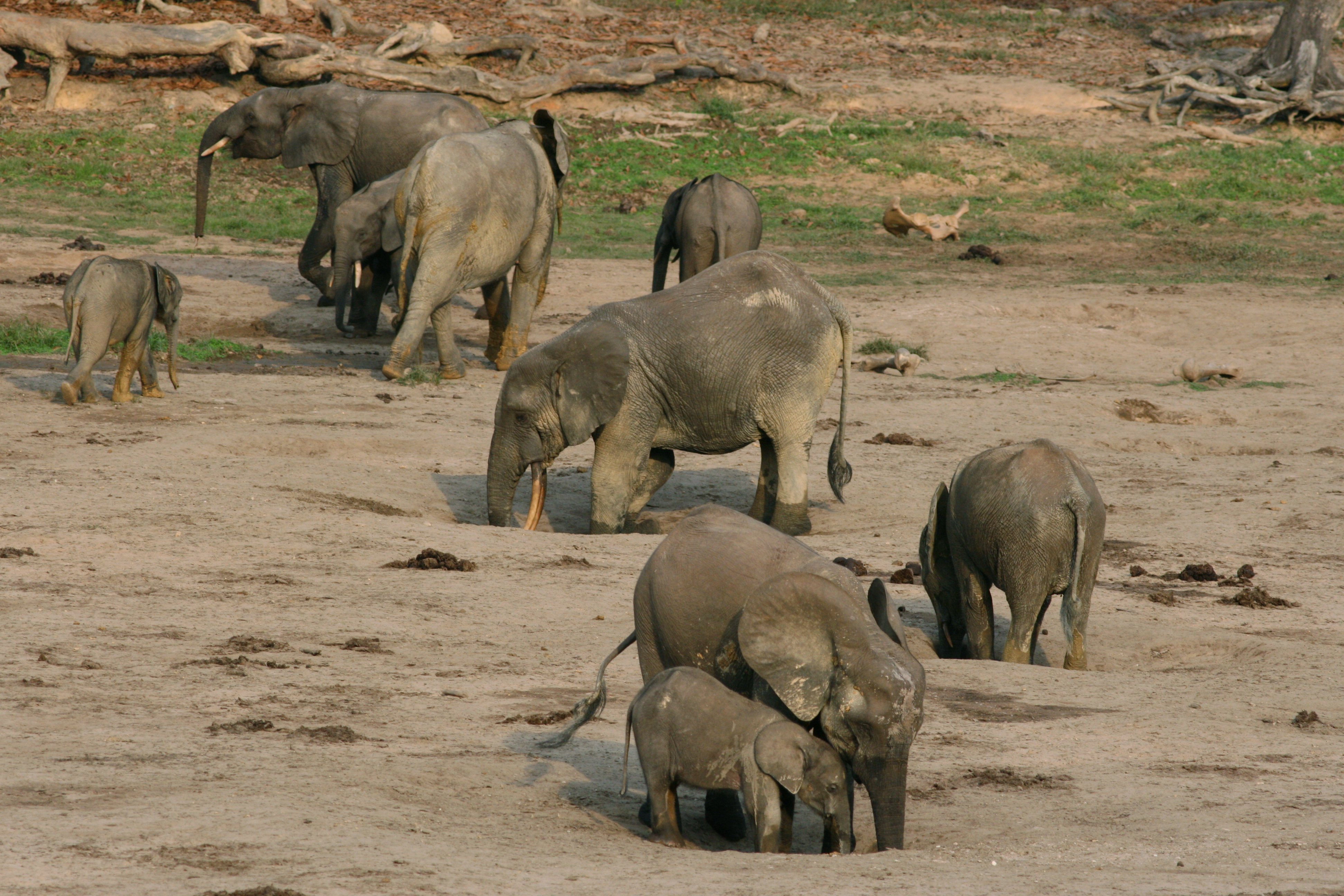
Waldelefanten auf einer Lichtung graben nach mineralhaltigen Böden

Der Waldelefant ernährt sich von einer Vielzahl verschiedener Pflanzenteile. Dazu gehören etwa Blätter, Früchte und Rinde. Gräser, die in den Wäldern weitgehend nur auf den Lichtungen vorkommen, werden von den Tieren gelegentlich auch gefressen, sie machen aber nur einen geringen Anteil der Nahrung aus. Untersuchungen im westlichen Ghana zeigen, dass sich der Waldelefant hier von nahezu 140 verschiedenen Pflanzenarten ernährt, unter denen vor allem Lianen dominieren. Ebenso sind Früchte sehr häufig, darunter Fruchtstände von Sapoten-, Linden-, Maulbeer- und Pfeilwurzgewächsen. Es besteht aber ein regionaler Unterschied zwischen den Trocken- und den Regenzeiten, da in Zentralafrika in ersterer der Anteil der Früchte zugunsten von Rinden und Blättern zurückgeht. In Westafrika wiederum sind Früchte während der Trockenzeit besser verfügbar. Hier weicht der Waldelefant in früchtearmen Zeiten auf erntefrisches Ackerland aus. Häufig fressen die Tiere größere Früchte von 5 bis 18 cm Durchmesser, kleinere nehmen sie meist nur als „Beifang“ beim Verzehr von Blättern auf.
Als Nahrungspflanzen dienen hauptsächlich Bäume, seltener Büsche. Bevorzugte Fressplätze finden sich auf Lichtungen und Waldrändern, die vor allem bei der Suche nach Blättern genutzt werden. Möglicherweise hält der Waldelefant durch seine regelmäßige Wiederkehr die Lichtungen dadurch auch offen. Früchte und Rinde konsumieren die Tiere dagegen verstärkt in den Wäldern. Für letzteres suchen sie aufgrund der größeren Häufigkeit an Früchten eher primäre Wälder auf. In der Regel fressen sie Zweigenden oder streifen Blätter ab. Das Brechen von Ästen oder Umwerfen von Bäume, wie es beim Afrikanischen Elefanten geläufig ist, wurde beim Waldelefanten dagegen bisher nur selten beobachtet. Die Nahrungssuche erfolgt teilweise sehr selektiv, da beispielsweise Rinde nur von wenigen Bäumen gefressen wird.
Daneben spielen Minerallecken und Salzsolen auf Waldlichtungen eine bedeutende Rolle, mitunter gräbt der Waldelefant mit seinen säulenartigen Beinen auch Löcher von bis zu 4 m Durchmesser auf der Suche nach mineralhaltigen Wasser aus. Unter Umständen verbringt er mehrere Stunden täglich mit der Aufnahme dieser zusätzlichen Nährstoffe. Sie helfen den Tieren unter anderem, die in den Pflanzen enthaltenen, teils toxischen Komponenten zu neutralisieren.

### Fortpflanzung

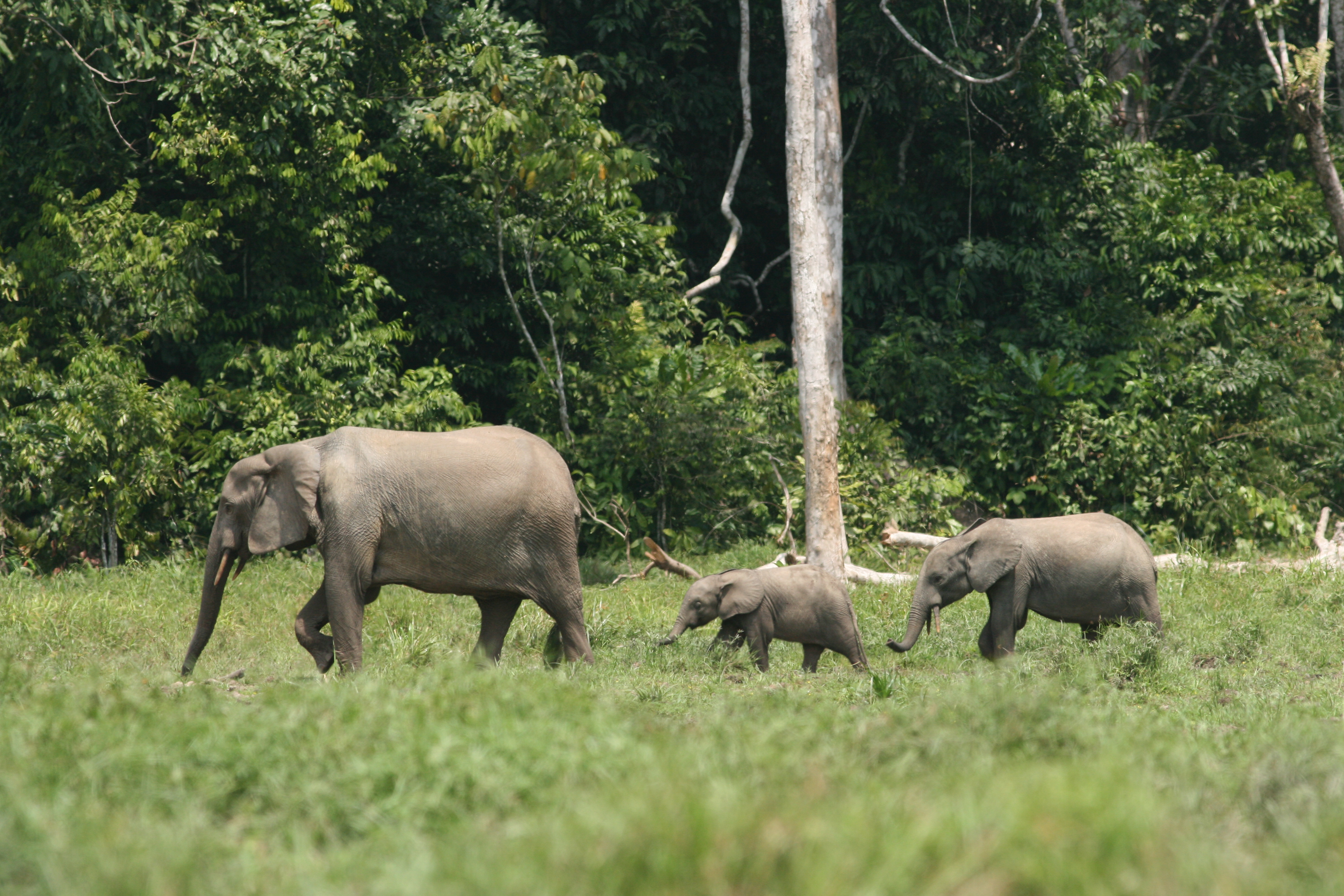
Familiengruppe des Waldelefanten

Die sexuelle Reife erreichen weibliche Tiere mit rund 12 bis 14 Jahren. Ähnliches wird für die Jungbullen angenommen, ihre Fortpflanzungsaktivitäten beginnen aber später. Die Brunft der weiblichen Tiere hält über das gesamte Jahr an, findet ihren jeweiligen Höhepunkt jedoch während der beiden Trockenzeiten von Dezember bis März und Juli bis August. Der Zyklus beansprucht mehrere Tage. Ebenso treten während dieser Zeit hauptsächlich die größten männlichen Individuen in die Musth ein, was mit Sekretbildungen der Schläfendrüsen und einem beständigen Urintropfen verbunden ist. Den Tieren haftet dadurch ein durchdringender Geruch an. Abweichend vom Afrikanischen Elefanten unternehmen Bullen des Waldelefanten in der Musth keine ausgedehnten Wanderungen auf der Suche nach paarungswilligen Kühen. Vielmehr ermöglichen bestimmte lokale Ressourcen wie beispielsweise Minerallecken auf Waldlichtungen einem dominanten männlichen Tier eine brünftige Kuh zu treffen. Er begleitet sie dann und erlaubt ihr Zugang. Dabei findet auch der Geschlechtsakt statt, wonach sich der Bulle wieder von der Kuh trennt und eine neue Paarungsmöglichkeit auskundschaftet. Lediglich weniger durchsetzungsstarke Bullen gehen auf längere Wanderschaften.
Die Tragzeit dauert wahrscheinlich ähnlich wie beim Afrikanischen Elefanten rund 660 Tage. Nach Beobachtungen im Dzanga-Schutzgebiet kommt in der Regel ein einzelnes Neugeborenes zur Welt. Dieses ist unmittelbar befähigt zu laufen und steht im engen Kontakt zum Muttertier und anderen Herdenmitgliedern. Das Neugeborene erreicht stehend etwa die Hälfte der Beinlänge des Muttertiers. Nach rund einem Jahr kann es noch unter dem Körper der Mutter hindurchlaufen, erst nach rund vier Jahren ist es etwa halb so groß wie ein ausgewachsenes Tier. Die Stoßzähne brechen mit etwa anderthalb Jahren durch, sie sind schon bei männlichen Jungtieren deutlich dicker als bei weiblichen. Die Mutter säugt das Jungtier bis zu fünf Jahre. Dann beginnt sich auch das Verhalten der Jungtiere nach Geschlechtern zu unterscheiden. Weibliche Jungtiere passen auf jüngere Kälber auf, männliche sammeln sich und fangen an, spielerische Kämpfe auszutragen. Der weibliche Nachwuchs verbleibt ab einem Alter von acht bis zehn Jahren meist in der Herde, der männliche wird unabhängig. Mit rund 25 Jahren sind die Tiere ausgewachsen, sie erscheinen dann aber noch relativ schlank, da der Körper sich erst im Laufe der Zeit füllt. Die Überlebenschance für Neugeborene liegt bei 97 %. Ab einem Alter von rund dreizehn Jahren sinkt sie bei männlichen Tieren deutlich ab verglichen mit den weiblichen. Möglicherweise spielt hier die Jagd des Menschen auf die Stoßzähne eine wichtige Rolle. Die natürliche Lebenserwartung beträgt etwa 50 bis 60 Jahre.
Weibliche Tiere sind bis ins hohe Lebensalter fortpflanzungsfähig. Die älteste Kuh mit Nachwuchs im Dzanga-Schutzgebiet wurde auf 59 Jahre geschätzt, das jüngste trächtige Tier war zehn Jahre alt. Die größte Produktivität erreichen Kühe zwischen 25 und 39 Jahren. Der Abstand zwischen zwei Geburten liegt bei rund fünf Jahren, er ist damit durchschnittlich etwas länger als beim Afrikanischen Elefanten. Mit dem steigenden Lebensalter vergrößert sich der Geburtenabstand zusätzlich, so dass er bei älteren Kühen noch einmal 14 Monate länger währt. Die Generationlänge wird mit rund 31 Jahren angenommen.

### Fressfeinde, Parasiten und Ökologische Bedeutung

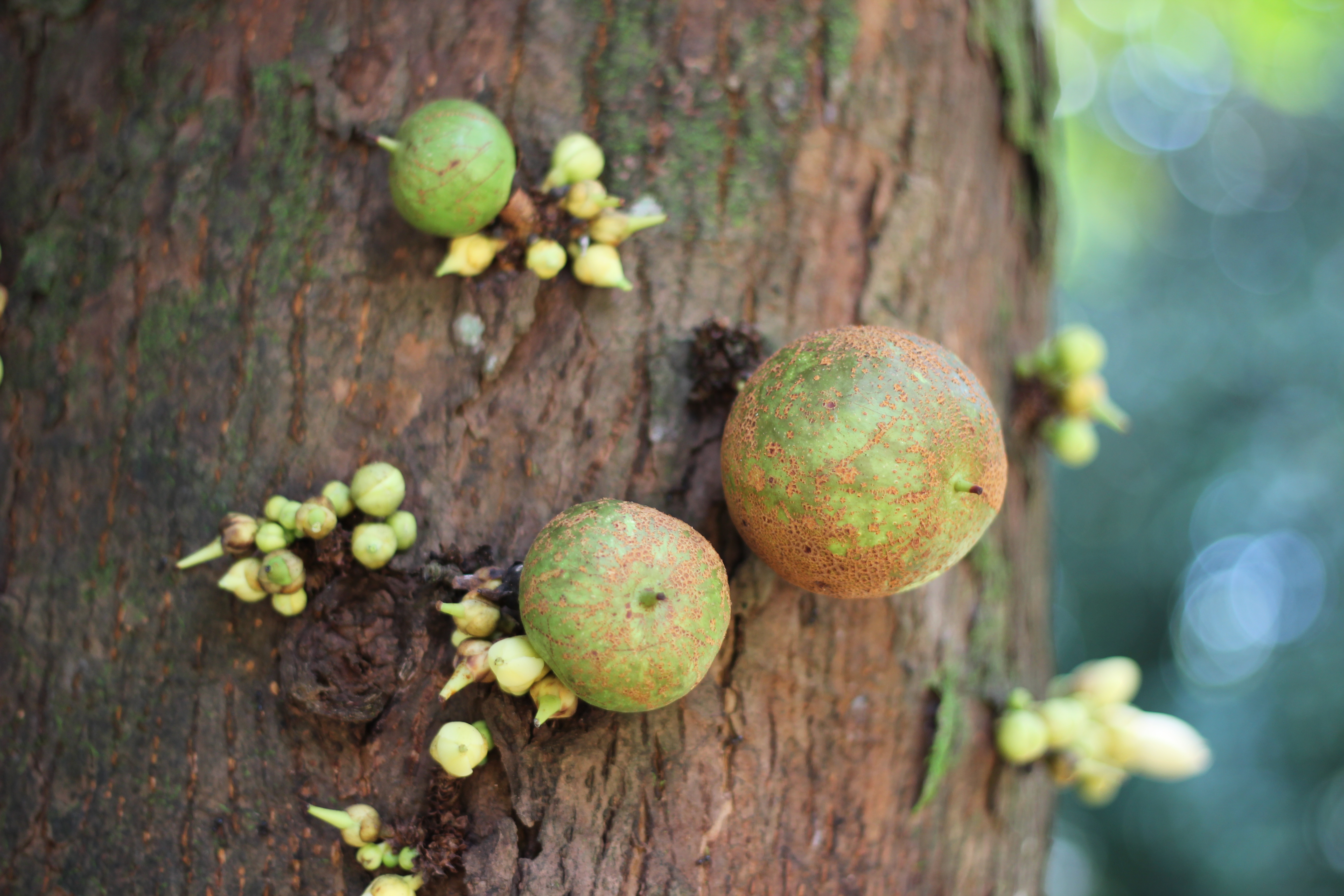
Der Waldelefant schätzt und verbreitet die Früchte von Omphalocarpum procerum aus der Gruppe der Sapotengewächse, worauf die Pflanzen angewiesen sind.

Der Waldelefant hat kaum natürliche Feinde. Gelegentlich erlegt der Leopard ein neugeborenes Kalb. Generell ist die Mortalitätsrate der Jungtiere mit 3 % eher gering. Tiere über zwei Jahre überleben auch allein oder verwaist. Über Parasiten liegen kaum Informationen vor. Aus den Kotresten des Waldelefanten wurden Saugwürmer wie Protofasciola oder Bivitellobilharzia und Fadenwürmer, etwa Mammomonagamus, Quilonia, Decrusia und Murshidia isoliert. Zudem treten Wimperntierchen, unter anderem Triplumaria, und Prototapirella sowie Zweiflügler, so Cobboldia, als innere Parasiten auf. Im Gegensatz zum Afrikanischen Elefanten sind Erkrankungen an Milzbrand beim Waldelefanten kaum belegt.
Vergleichbar den anderen Elefantenarten nimmt auch der Waldelefant eine bedeutende Rolle im ökologischen Netzwerk ein. So haben die Tiere eine wichtige Funktion als Verbreiter von Samen einer Vielzahl von Bäumen in ihrem Lebensraum. Allein im westlichen Afrika transportiert der Waldelefant über seinen Kot die Samen von nahezu 70 Arten über eine Distanz von 5 bis 12 km. Berechnungen zufolge verteilt ein einzelnes Tier auf diese Weise rund 350 Samen täglich über eine Fläche von gut einem Quadratkilometer. Nach detaillierten Analysen in Ghana sind zwar nur wenige Pflanzen direkt abhängig vom Waldelefanten, was Keimung und ähnliches betrifft. Manche Pflanzen jedoch, wie etwa Vertreter der Gattungen Omphalocarpum, Balanites und Panda, profitieren relativ deutlich. Indirekt führen auch das Entrinden oder Umknicken von Bäumen und damit das Öffnen geschlossener Waldlandschaften zur Ansiedlung von Pionierpflanzen.

## Systematik

### Allgemein
Der Waldelefant ist eine Art aus der Gattung der Afrikanischen Elefanten (Loxodonta). Innerhalb der Gattung wird zusätzlich noch der Afrikanische Elefant (Loxodonta africana) als weiterer Vertreter geführt. Die Gattung Loxodonta bildet die Schwestergruppe der Gattung Elephas mit dem Asiatischen Elefanten (Elephas maximus) als einzigem Mitglied. Beide Gattungen stehen innerhalb der Familie der Elefanten (Elephantidae) und der Ordnung der Rüsseltiere (Proboscidea). Die Rüsseltiere stellen eine sehr alte Gruppe originär afrikanischer Tiere dar, deren Ursprünge rund 60 Millionen Jahre in die Vergangenheit reichen. Sie waren einst sehr vielfältig mit Anpassungen an zahlreiche Biotope und Klimaregionen. Dabei besiedelten die Rüsseltiere weite Teile Eurasiens und Amerikas. Gegenüber der langen Stammesgeschichte der Rüsseltiere, sind die Elefanten als relativ junge Entwicklungslinie anzusehen, die sich erstmals im ausgehenden Miozän formierte. Vorläufer der heutigen Vertreter sind fossil vor rund 7 Millionen Jahren fassbar. Übereinstimmend damit trennten sich die afrikanischen und die asiatischen Elefanten molekulargenetischen Untersuchungen zufolge vor 7,6 Millionen Jahren voneinander ab. Die Linien der beiden heutigen Angehörigen der Afrikanischen Elefanten differenzierten sich vor 5,6 bis 2,6 Millionen Jahren heraus.

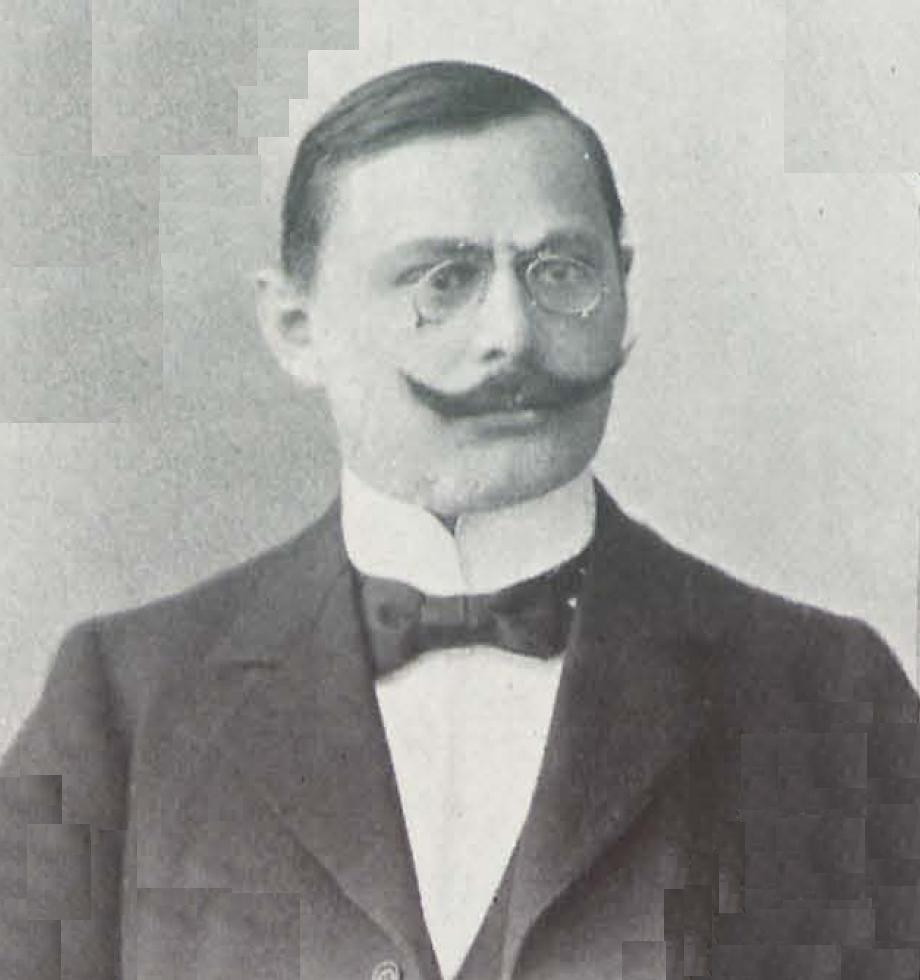
Paul Matschie

Innerhalb der Art werden keine Unterarten unterschieden. Allerdings zeigen sich die Populationen des westlichen und des zentralen Afrikas als deutlich in ihrer mitochondrialen DNA differenziert, wofür möglicherweise die Trockenlandschaften des Dahomey Gap verantwortlich sind. Ihre Abspaltung voneinander reicht in das Mittelpleistozän vor etwa 609.000 bis 463.000 Jahren zurück. Einige Wissenschaftler plädieren daher für eine Trennung der beiden Gruppen auf unterartlicher oder artlicher Ebene. Die entsprechenden Ergebnisse bei der Untersuchung der Kern-DNA sind dagegen weniger eindeutig. Möglicherweise überdecken hier die Wanderungen einzelner Bullen den genetischen Befund.
Die wissenschaftliche Erstbeschreibung geht auf Paul Matschie aus dem Jahr 1900 zurück. Sie basiert auf einem männlichen Tier, das zur Zeit der Beschreibung im Zoo Berlin gehalten wurde. Ursprünglich stammte es aus Yaoundé im südlichen Kamerun, der Typuslokalität der Art. Matschie führte den Waldelefanten unter der Bezeichnung Elephas cyclotis, schlug aber gleichzeitig auch die Unterartbezeichnung Elephas capensis cyclotis vor. Das Artepitheton wählte er aufgrund der Gestaltung der Ohren und leitete es von den griechischen Wörtern κύκλος (kyklos) für „Kreis“ und οὖς (ous) für „Ohr“ ab, was so viel wie „rundohrig“ bedeutet. Darauf verweist auch der hauptsächlich in älterer deutschsprachiger Literatur verwendete Trivialname „Rundohrelefant“.

### Einstufung als Art
Aus der Erstbeschreibung des Waldelefanten ging nicht eindeutig hervor, ob die neue Form auf Art- oder Unterartniveau eingestuft werden sollte. Einige Autoren wie Glover M. Allen führten ihn in den 1930er Jahren als eigenständige Art. In einer Studie aus dem Jahr 1958 wies Dieter Backhaus den Waldelefanten als spezielle Form des Afrikanischen Elefanten aus, so dass beide einer Art angehörten. Zu dem Schluss kam Backhaus nach der Untersuchung von Tieren aus dem Nationalpark Garamba im Nordosten der heutigen Demokratischen Republik Kongo, die zahlreiche Mischmerkmale beider Elefantenformen aufzeigten (die dortige Population gilt heute als Hybridform). Nachfolgende Autoren übernahmen in der zweiten Hälfte des 20. Jahrhunderts zunehmend diese Meinung. Allerdings sprachen sich in der Wende vom 20. zum 21. Jahrhundert wiederum einzelne Wissenschaftler gegen die Vereinigung der beiden Elefantenvertreter aus und begründeten dies wiederum mit Abweichungen im Körper- und Schädelbau. Eine erste DNA-Analyse aus dem Jahr 1999 ergab dann einen großen genetischen Abstand zwischen dem Wald- und dem Afrikanischen Elefanten. Nach Meinung der Autoren sollte daher der Waldelefant einen eigenständigen Artstatus erhalten. Weitere molekulargenetische Untersuchungen konnten die vorhergehenden Ergebnisse bestätigen. Dabei ließ sich ein genetischer Abstand zwischen den beiden afrikanischen Elefantenformen ermitteln, der rund 58 % des Abstands zwischen den Gattungen Loxodonta und Elephas beträgt. Unter Einbeziehung von fossilem DNA-Material zeigte sich dann, dass der Waldelefant möglicherweise dem ausgestorbenen Europäischen Waldelefanten (Palaeoloxodon antiquus) näher steht als dem Afrikanischen Elefanten (die Bezeichnung „Europäischer Waldelefant“ beruht allerdings nicht auf einem angenommenen näheren Verwandtschaftsverhältnis zum afrikanischen Waldelefanten, sondern auf seinem überwiegenden Auftreten in den waldreichen Warmzeiten des Pleistozäns). Ein besonders enges Verhältnis zeigt die Fossilform dabei zu der westlichen Population des Waldelefanten. Es ließen sich aber auch Übereinstimmungen mit dem Afrikanischen Elefanten nachweisen, was auf eine stärkere Vermischung der einzelnen Formen während der Frühphase ihrer Stammesgeschichte zurückgeführt wird.
Die Ansicht einer artlichen Trennung des Wald- vom Afrikanischen Elefanten blieb nicht unwidersprochen. Im Jahr 2003 wurde basierend auf genetischen Befunden eine dritte Elefantenart im westlichen Afrika postuliert, die weder mit dem Wald- noch dem Afrikanischen Elefanten identisch sei. Andere Studien unterschieden bis zu vier taxonomische Einheiten innerhalb der Gattung Loxodonta. Analysen vor allem an der mitochondrialer DNA konnten aufzeigen, dass sich der Wald- und der Afrikanische Elefant einzelne Haplotypen teilen. Demnach besteht unter anderem im Kontaktbereich der Verbreitungsgebiete der beiden afrikanischen Elefantenformen, so im westlichen und zentralen Bereich des Kontinents, ein mehr oder weniger breiter Hybridisierungskorridor. Die Vermischung von Wald- und Afrikanischem Elefant ist nicht nur genetisch feststellbar, sondern lässt sich dort auch an morphologischen Merkmalen belegen. Von manchen Forschern wird diese Hybridbildung als Argument gegen die Eigenständigkeit des Waldelefanten angeführt, da eine Vermischung nicht mit dem biologischen Artkonzept vereinbar wäre. Dadurch entstehen innerhalb der Gattung Loxodonta komplexe phylogeographische und verwandtschaftliche Verhältnisse, welche die Existenz von zwei oder gar drei Arten nicht unterstützen. Allerdings zeigen sich unter Vernachlässigung der west- und zentralafrikanischen Hybridpopulation innerhalb der Gattung Loxodonta zwei genetisch deutlich unterscheidbare Linien, so dass der Wald- und der Afrikanische Elefant trotz des bestehenden Genaustauschs jeweils als eigenständige Arten angesehen werden können.

### Zur Problematik des „Zwergelefanten“
Im Jahr 1906 stellte Theophil Noack ein sehr kleines, weibliches Individuum von nur 120 cm Schulterhöhe aus dem Gebiet der heutigen Republik Kongo vor, das sich zu dem Zeitpunkt im Hamburger Zoo befand. Er verwies dieses zu der Form Elephas africanus pumilio, die er als „Zwergelefant“ ansah. Neben der geringen Körpergröße gab Noack unter anderem die abweichende Gestaltung der Ohren, die wesentlich glattere Haut sowie die seitlich abstehenden Stoßzähne als besondere Merkmale an. Eine ebenfalls sehr kleine Form führte Henri Schouteden nur sieben Jahre später anhand eines Tieres vom Mai-Ndombe-See ein und benannte sie mit Elephas africanus fransseni. Schouteden postulierte eine aquatische Lebensweise für die neue Unterart (l’éléphant d’eau, etwa „Wasserelefant“). Später wurde L. fransseni mit L. pumilio gleichgesetzt. Die Existenz des „Zwergelefanten“ war lange Zeit umstritten. Sie wurde aber teilweise durch die Sichtung einzeln auftretender, kleiner Individuen mit weniger als 200 cm Schulterhöhe und ausgebildeten Stoßzähnen unterstützt. Im weiteren Verlauf sollten noch einzelne zusätzliche Merkmale herausgearbeitet werden, etwa in der Rüsselspitze, die beim „Zwergelefant“ über einen deutlich breiteren unteren Finger verfügte als beim Waldelefanten. Verschiedene Forscher befürworteten eine Abtrennung des „Zwergelefanten“ vom Waldelefanten, wobei ersterer variierend den Status als eigenständige Art oder als Unterart besaß. Andere wiederum lehnten dies ab und verwiesen unter anderem auf die Tatsache, dass das Typusexemplar von L. pumilio nach seinem Transfer nach New York noch bis 1915 unter dem Namen „Congo“ lebte und zwischenzeitlich kräftig bis auf über 200 cm Schulterhöhe gewachsen war. Anatomische Studien aus dem Jahr 2000 an Schädelmaterial von L. pumilio und L. cyclotis konnten keine Unterschiede zwischen beiden Formen feststellen. Zu einem ähnlichen Schluss kamen wenig später vorgenommene genetische Studien, bei denen sich der „Zwergelefant“ nicht vom Waldelefanten differenzieren ließ. Heute gehen Wissenschaftler daher davon aus, dass es sich bei den Sichtungen vermeintlicher „Zwergelefanten“ um isolierte Jungtiere oder um krankheitsbedingt verzwergte Individuen des Waldelefanten handelt.

## Bedrohung und Schutz

### Bedrohungsstatus
Die IUCN stuft den Waldelefant als „vom Aussterben bedroht“ (Critically Endangered) ein. Der Bestand ist in den letzten 90 Jahren um über 80 Prozent zurückgegangen. Das Washingtoner Artenschutzübereinkommen (CITES) listet ihn ebenso gemeinsam mit dem Afrikanischen Elefanten im Anhang I, der den internationalen kommerziellen Handel mit den Tieren verbietet.

### Lebensraumverlust und Veränderung der Lebensbedingungen
Durch die globale Erwärmung sind Waldelefanten selbst in Schutzgebieten, wie dem Nationalpark Lopé-Okanda in Gabun von akutem Nahrungsmangel bedroht. Die Verfügbarkeit der von den Elefanten verzehrten Früchte ging in Lopé zwischen 1986 und 2018 um insgesamt 81 Prozent zurück. Ein Teil der Bäume trägt kaum noch Früchte, da nicht nur die Blüte gestört wird, wenn Nachttemperaturen deutlich höher sind (Anstieg um etwa 0,85 Grad Celsius in 30 Jahren), sondern auch die Abnahme der Niederschläge zur Ausbildung einer geringeren Anzahl von kleineren Früchten führt. Da den Waldelefanten im Ökosystem eine wichtige Rolle bei der Verbreitung zahlreicher Bäume zukommt, ist auch der dauerhafte Erhalt des Waldes möglicherweise gefährdet, falls die Anzahl der Waldelefanten weiter sinkt oder sie aussterben. Ein Teil der Pflanzen keimt beispielsweise nur, wenn sie von Elefanten gefressen und wieder mit dem Kot ausgeschieden wurden.
Außerdem ist der Waldelefant von der Vernichtung der tropischen Regenwälder durch Rodung sowie Straßenbau und die Errichtung von Eisenbahntrassen betroffen. Da die Tiere Bereiche mit starker menschlicher Beeinflussung oder Aktivität (wie Verkehrswege) in der Regel meiden, führt dies zur Zersplitterung der Lebensräume und lokalen Bestände. Auf der Nahrungssuche brechen unterernährte Elefanten zunehmend in Gärten und Plantagen ein, die Menschen innerhalb oder an den Rändern der Schutzgebiete angelegt haben.

### Wilderei und Bestandsentwicklung

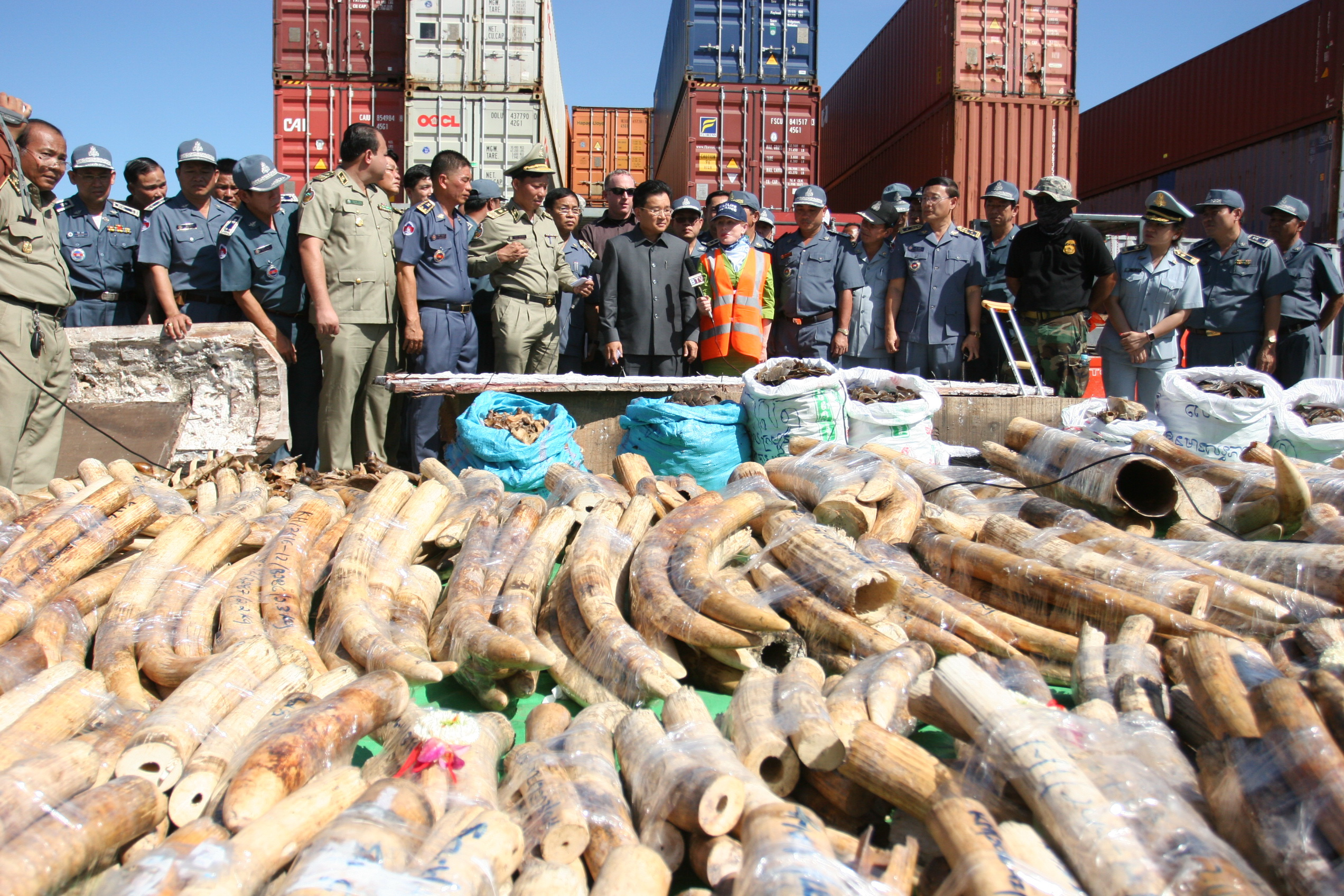
Der Handel mit Elfenbein hat sich durch Verbote überwiegend auf Schwarzmärkte verlagert

Ein weiterer großer Einflussfaktor ist die Wilderei, hauptsächlich die Jagd nach Elfenbein. Besonders in der zweiten Hälfte des 20. Jahrhunderts setzten beide Faktoren dem Bestand erheblich zu. Sein Rückgang blieb aber weitgehend durch den dichten Wald verborgen. Mit der Auflistung der afrikanischen Elefanten in der CITES änderte sich dies nicht grundlegend, da die örtlichen Behörden häufig ineffektiv in der Bekämpfung der Wilderei und illegaler Abholzung sind. Schätzungen zufolge wird alle 15 Minuten ein Elefant wegen seines Elfenbeins getötet.
Allein zwischen 2002 und 2011 nahm die Populationsgröße im zentralen Afrika schätzungsweise um 62 Prozent ab und erreichte nur noch 10 Prozent des möglichen Bestandsumfangs. Auch besiedelte der Waldelefant zu diesem Zeitpunkt nur noch etwa ein Viertel der potenziell habituablen Landschaft. Allein 2011 verlor der Waldelefant durch illegale Jagd weiteren Schätzungen zufolge wohl 3 Prozent seines Gesamtbestandes, was etwa 40.000 getöteten Tieren entspricht. Nach einem Wildtierzensus des WWF in Kamerun, der Republik Kongo, der Zentralafrikanischen Republik und Gabun ging zwischen 2005 und 2016 der Bestand in einzelnen Schutzgebieten der Region um lokal 51 bis 90 Prozent zurück. Gleiches kann zum Vorkommen in der Elfenbeinküste gesagt werden, wo die Art zwischen den Jahren 1991 und 2017 aus 21 von 25 Schutzgebieten verschwand. Die größte verbliebene Population mit knapp 190 Tieren besteht im Nationalpark Taï, in den übrigen Schutzgebieten leben schätzungsweise jeweils zwischen 5 und 16 Individuen.
Anfang der 2020er Jahre lebten 60 Prozent der verbliebenen Waldelefanten in Gabun. Hochrechnungen, die auf Beobachtungen von 18 verschiedenen Standorten beruhen, gingen 2021 von rund 95.000 wild lebenden Waldelefanten in Gabun aus. Auch im Norden der Republik Kongo gibt es noch nennenswerte Bestände, die jedoch ebenfalls stark abgenommen haben. Mittlerweile dient auch der Zusammenhang zwischen dem Schutz der Waldelefanten und dem Erhalt des von ihnen bewohnten Ökosystems, als Argument für umfangreichere und wirkungsvollere Schutzmaßnahmen.

### Schutzgebiete
Zu den bedeutendsten Nationalparks in Afrika, in denen der Waldelefant präsent ist, gehören unter anderem der Nationalpark Lopé in Gabun, der Dzanga-Ndoki-Nationalpark und das Dzanga-Sangha-Schutzgebiet in der Zentralafrikanischen Republik, der Nationalpark Loango und der Nationalpark Odzala in der Republik Kongo sowie das Okapi-Wildtierreservat in der Demokratischen Republik Kongo.